# Siegfried Schmidt (Historiker)
Siegfried Schmidt (* 17. Januar 1930 in Dresden; † 18. Dezember 1986 in Jena) war ein deutscher Historiker für die allgemeine Geschichte der Neuzeit.

## Leben und Werk
Schmidt begann nach dem Zweiten Weltkrieg von 1948 bis 1952 ein Studium der Geschichtswissenschaft an der Friedrich-Schiller-Universität Jena, zu seinen Lehrern gehörte unter anderem Karl Griewank. Seit 1954 arbeitete er als Assistent am Historischen Institut der Universität Jena und schloss im selben Jahr seine Dissertation zu: Die Entwicklung der politischen Opposition im Königreich Sachsen zwischen 1830 und 1848 ab. Vier Jahre später bekam er eine Anstellung als Oberassistent. Im Jahr 1961 erhielt er eine Dozentur. Bereits seit 1960 partizipierte er an dem Historikerkollektiv zur „Geschichte der Universität Jena 1548/1558 bis 1958“, unter der Leitung von Max Steinmetz. Nach Abschluss seiner Habilitationsschrift über Robert Blum (1965) wurde er 1966 Dozent und erlangte 1971 eine ordentliche Professur für allgemeine Geschichte. Nach einer Krankheit verstarb er 1986 in Jena. Einer seiner Söhne ist der Historiker Alexander Schmidt.
Zu seinen Forschungsschwerpunkten gehörten Geschichte der Parteien zwischen 1789 und 1848 in Deutschland, die Revolution von 1848/1849 und die Jenaer Universitäts- und Wissenschaftsgeschichte.

## Veröffentlichungen
Monographien
- Die Entwicklung der politischen Opposition im Königreich Sachsen zwischen 1830 und 1848. Hrsg. von Werner Greiling. Thelem, Dresden 2005, ISBN 3-937672-07-9 (Dissertation, Universität Jena, 1954).
- Robert Blum. Vom Leipziger Liberalen zum Märtyrer der deutschen Demokratie. Böhlau, Weimar 1971, DNB 458856045 (Habilitationsschrift, Universität Jena, 1964).

Herausgeberschaften
- Robert Blum. Briefe und Dokumente. Reclam, Leipzig 1981.
- Alma mater Jenensis. Geschichte der Universität Jena. Böhlau, Weimar 1983, DNB 840093977.
- Wissenschaft und Sozialismus. Beiträge zur Geschichte der Friedrich-Schiller-Universität Jena von 1945 bis 1981 (= Alma mater Jenensis. Studien zur Hochschul- und Wissenschaftsgeschichte. Bd. 1). Friedrich-Schiller-Universität, Jena 1983, DNB 861198476.
- Forschungen zur Jenaer Universitätsgeschichte (= Alma mater Jenensis. Studien zur Hochschul- und Wissenschaftsgeschichte. Bd. 2). Friedrich-Schiller-Universität, Jena 1985, DNB 861198492.
- Universität und Wissenschaft. Beiträge zu ihrer Geschichte (= Alma mater Jenensis. Studien zur Hochschul- und Wissenschaftsgeschichte. Bd. 3). Friedrich-Schiller-Universität, Jena 1986, DNB 880063718.
- Wissenschaft und Verantwortung in der Geschichte (= Alma mater Jenensis. Studien zur Hochschul- und Wissenschaftsgeschichte. Bd. 4). Friedrich-Schiller-Universität, Jena 1987, DNB 952193531.

Aufsätze
- Ökonomie, Politik und Kultur in den thüringischen Staaten zwischen 1849 und 1871, in: Wissenschaftliche Zeitschrift der FSU jena. Gesellschafts- und Sprachwissenschaftliche Reihe 35 (1986), S. 607–621.